# متلازمة ما بعد فيناسترايد
بعد فيناسترايد تمثل متلازمة (بالإنجليزية: Post-finasteride syndrome - PFS) (PFS) مجموعة من الأعراض بسبب الآثار الجانبية لعقار الفيناستيريد. هذه آثار جانبية عصبية وجنسية وجسدية مستمرة. حتى بعد التوقف عن تناول الدواء ، تستمر الأعراض أحيانًا لفترة طويلة.
بعد فيناسترايد متلازمة هو مصطلح يحدده الأطباء ووسائل الإعلام والمرضى لوصف الآثار الجانبية لعقار فيناسترايد. فيناسترايد هو ما يسمى بمثبط 5-ألفا اختزال ، والذي يستخدم في العلاج تساقط الشعر أو تضخم حميد البروستات (بف). يمنع تحويل هرمون التستوستيرون في أقوى بكثير ديهدروتستوسترون (دهت). نادرًا ما تحدث أعراض متلازمة ما بعد فيناسترايد ، على الرغم من أن الإصابة لم تتضح بعد. يُشتبه في أن عدد الأشخاص الذين يعانون من هذه المتلازمة مرتفع. قد يكون هذا بسبب المظاهر المختلفة للأعراض الفردية. يعتمد تأثير الفيناسترايد على حقيقة أن تأثير هرمون الذكورة ينخفض. هذا يعني أن الأعراض النموذجية لنقص الأندروجين يمكن أن تحدث أيضًا كآثار جانبية. من غير المعروف سبب استمرار بعض الأعراض حتى بعد التوقف عن تناول الدواء. تم إدخال متلازمة ما بعد فيناسترايد في المعاهد الوطنية الأمريكية في صحةمركز معلومات الأمراض الوراثية والنادرة عام 2015.

## الأسباب
يُعتقد أن سبب متلازمة ما بعد فيناسترايد هو تناول عقار فيناسترايد. يتطور هذا الدواء إلى آثار جانبية تستمر حتى بعد التوقف عن تناوله في بعض الحالات. فيناسترايد هو مثبط اختزال 5-ألفا. الستيرويد 5-alpha-reductase عبارة عن مركب من ثلاثة أنزيمات متشابهة مسؤولة عن التحويل هرمون التستوستيرون إلى ديهدروتستوسترون. ديهدروتستوسترون (DHT) هي المسؤولة عن التأثير الفعلي لـ هرمون التستوستيرون. إذا كان هذا المستقلب مفقودًا ، فإن الأعراض تشبه أعراض نقص هرمون التستوستيرون تحدث. على غرار هرمون التستوستيرون ، يرتبط DHT بمستقبلات الأندروجين في الخلية المستهدفة. يرتبط معقد مستقبلات الأندروجين بدوره بعناصر معينة للاستجابة الهرمونية (HRE) للحمض النووي ، مما يتحكم في نشاط الجينات التي ينظمها الأندروجين في منطقة المروج. هذا صحيح لكل من هرمون التستوستيرون و DHT. ومع ذلك ، فإن الاثنين هرمونات تنتج تأثيرات مختلفة. بينما يشارك التستوستيرون في تمايز قنوات ولفيان ، يضمن DHT الذكورة الخارجية ونمو البروستات. مع الاستعداد الوراثي المقابل ، يمكن لـ DHT تدمير شعر الجذور ، مما أدى إلى تساقط الشعر. لذلك يعمل عقار فيناسترايد عن طريق تثبيط تحويل التستوستيرون إلى دهت. توقف نمو البروستات ويمنع الغدة تساقط الشعر عند الرجال. نظرًا لأن DHT أكثر فعالية من هرمون التستوستيرون ، فإن المظاهر النموذجية لنقص الأندروجين تظهر كآثار جانبية.

## الأعراض والشكاوى والعلامات
تتميز متلازمة ما بعد فيناسترايد بالعجز الجنسي، وانخفاض الرغبة الجنسية، وانخفاض الاستجابة للمثيرات الجنسية، ومشاكل الانتصاب، وضعف النشوة الجنسية، وانكماش القضيب، وانحناء القضيب، وخدر القضيب. علاوة على ذلك، فإن الخصيتين قد يتقلص. بعض الأحيان ألم الخصية يحدث أيضا. غالبا، التثدي (تضخم الثدي عند الرجال) يتطور أيضًا. بالإضافة إلى هذه الأعراض، يعاني الشخص المصاب منها التعب المزمن، ضعف الأداء، ضعف العضلات، جلد جاف، تباطؤ عمليات التفكير الشديد، والقلق أو اضطرابات النوم. الصداع, التعرق الشديد و ألم في الصدر هي أيضًا جزء من مجمع الأعراض. حتى بعد إيقاف الدواء ، قد تستمر هذه الأعراض. في بعض الحالات، يظلون بشكل دائم. ومع ذلك، يجب القول أنه وفقًا للمعرفة الحالية، نادرًا ما تحدث هذه الآثار الجانبية، على الرغم من أنه قد يكون هناك عدد كبير من الحالات التي لم يتم الإبلاغ عنها. من غير المعروف سبب استمرار الأعراض في بعض الحالات حتى بعد التوقف عن تناول الفيناسترايد، خاصة وأن مستويات الهرمون تعود إلى طبيعتها. ويشتبه في وجود خلل في مستقبلات الأندروجين في هذه الحالات.

## تشخيص ومسار المرض
يمكن تشخيص متلازمة ما بعد فيناسترايد بسهولة. إذا حدثت هذه الأعراض أثناء العلاج بالفيناسترايد وإيقافه، فيمكن دائمًا افتراض متلازمة ما بعد فيناسترايد.

## المضاعفات
كقاعدة عامة، هذه المتلازمة نفسها هي بالفعل من المضاعفات. في هذه الحالة ، يعاني المصابون في المقام الأول من العجز الجنسي وكذلك من انخفاض الرغبة الجنسية بشكل ملحوظ. هذا يمكن قيادة إلى التوتر مع الشريك وعدم الرغبة الجنسية. يعاني الرجال في المقام الأول من ضعف هزة الجماع وأيضًا من خدر في القضيب نفسه. علاوة على ذلك ، هناك الم في ال الخصيتين و أيضا إعياء والإرهاق. كما يعاني المرضى من العديد من المشاكل النفسية و الشديد. قد يحدث أيضًا القلق أو اضطرابات النوم. غالبًا ما ينسحب المرضى ويشعرون بالخجل من هذه الشكاوى. كقاعدة عامة ، لا يوجد تحسن حتى يتم إيقاف الدواء. عادة ، في هذه المتلازمة ، يجب إيقاف الدواء واستبداله بآخر. لا تحدث المضاعفات ولا توجد شكاوى أخرى. متوسط العمر المتوقع للشخص المصاب لا ينخفض أيضًا في هذا المرض. وبالمثل ، تختفي الأعراض عادة بشكل سريع نسبيًا بعد التوقف عن تناول الدواء.
متى يجب أن ترى الطبيب؟
في حالة حدوث أعراض غير عادية بعد تناول شعر المرمم فيناسترايد ، يجب استشارة الطبيب. على سبيل المثال ، في حالة ظهور أعراض جنسية أو عصبية ، يجب استشارة طبيب المسالك البولية أو الطبيب المسؤول. يجب على الأشخاص الذين تناولوا الدواء لفترة طويلة إبلاغ الطبيب الذي وصف الدواء عن الأعراض والشكاوى غير العادية. بالإضافة إلى طبيب الأسرة ، يمكن أيضًا إحالة الشكاوى إلى طبيب المسالك البولية. اعتمادًا على الأعراض ، قد يشارك أطباء الأعصاب والمعالجون أيضًا في العلاج. قد يكون من الضروري التوقف عن الدواء تمامًا. نظرًا لأن هذا غالبًا ما يرتبط بمزيد من الآثار الجانبية ويمكن أن تستمر أعراض متلازمة ما بعد فيناسترايد لأشهر إلى سنوات ، فمن المهم زيارة الطبيب مبكرًا. الأشخاص الذين يعانون من شكاوى هرمونية ولديهم مستويات منخفضة من هرمون الاستروجين ، على سبيل المثال ، معرضون بشكل خاص لخطر الإصابة بمتلازمة ما بعد فيناسترايد. جهات الاتصال الأخرى هي المعالج الجنسي أو المعالج النفسي ، ويعتمد ذلك دائمًا على نوع وشدة الشكاوى.

## العلاج
حتى الآن ، لا يوجد أي فعالية علاج لمتلازمة ما بعد فيناسترايد. محاولات عديدة للتبديل بـ الأندروجينات كان محكوما عليها بالفشل. فقط بعض المرضى يستجيبون لهذا العلاج. في حالات أخرى ، لا يوجد رد على إدارة من مشتقات الأندروجين. عندما تم قياس مستويات الهرمونات لهؤلاء المرضى ، لوحظ أن مستويات الهرمون قد عادت إلى طبيعتها ، لكن الأعراض استمرت. سبب هذا لم يتضح بعد. يمكن أن يكون هناك عيوب في مستقبلات الاندروجين. وبالتالي فإن التستوستيرون و DHT غير قادرين على ممارسة تأثيرهما. ومع ذلك ، هناك حاجة إلى مزيد من البحث لشرح سبب اضطراب المستقبلات فقط بعد انتهاء العلاج بالفيناسترايد. بسبب الآثار الجانبية المعروفة بشكل متزايد لفيناسترايد ، هناك عدد متزايد من الدعاوى القضائية المرفوعة من قبل الأفراد المتضررين ضد الشركة المصنعة. علاوة على ذلك ، يلفت العديد من المصابين الانتباه أيضًا إلى متلازمة ما بعد فيناسترايد من خلال إجراءات مذهلة ، مثل الإضراب عن الطعام أمام مقر شركة الأدوية. بسبب الاهتمام العام المتزايد ، تم تأسيس مؤسسة PFS في عام 2012. تهدف مؤسسة PFS إلى زيادة الوعي بين المهنيين الطبيين والعلماء ومنظمات الرعاية الصحية حول وجود متلازمة ما بعد فيناسترايد. وذلك لرفع مستوى الوعي حول الحاجة إلى البحث الأساسي والبحث عن الأساليب العلاجية في هذا المجال. حتى الآن ، ليس من الواضح أيضًا ما إذا كانت متلازمة ما بعد فيناسترايد نادرة جدًا حقًا أم أنها تمثل مشكلة عامة في علاج الفيناسترايد.

## الوقاية
أفضل طريقة للوقاية من متلازمة ما بعد فيناسترايد هي تجنب العلاج بالفيناسترايد.

## متابعة الرعاية
يجب على المرضى الذين يعانون من متلازمة ما بعد فيناسترايد الامتناع عن استخدام الفيناسترايد على النحو الموصى به من قبل الطبيب. ومع ذلك ، بعد التوقف عن تناول الدواء ، يُنصح بإجراء فحص دوري مع الطبيب لمراقبة التطور الدقيق ، بالإضافة إلى المشورة الطبية ، يمكن للمصابين أيضًا بدء الرعاية الفردية الخاصة بهم. هذا يساعد ، على سبيل المثال ، في العلاج اضطرابات النوم. من بين أشياء أخرى ، تساعد أقنعة النوم وسدادات الأذن ، ومن المنطقي أيضًا تكييف بيئة النوم مع الاحتياجات. بصرف النظر عن النظافة الجيدة في السرير ، من المنطقي تغيير حمية. تسهل الوجبات الخفيفة في المساء على من يعانون من النوم. تعمل الأنشطة الاجتماعية والرياضية أيضًا على مواجهة المشكلات النفسية وفي نفس الوقت تساعد الأشخاص على النوم. لتجنب المزاج الاكتئابي المرتبط بالمتلازمة ، يستعمل الدواء علاج قد يكون من المفيد. من المهم هنا اتباع توصيات الطبيب بدقة. للطب البديل علاجات فعالة لها تأثير مهدئ. بهذه الطريقة ، يمكن أن تهدأ العلامات النموذجية على المدى الطويل. تشمل رعاية المتابعة أيضًا التحقق مما إذا كان هناك بالفعل مرض ثانوي. سيتطلب هذا علاجًا طبيًا منفصلاً.

## ماذا يمكنك ان تفعل بنفسك
إذا تم تشخيص متلازمة ما بعد فيناسترايد، يجب أولاً إيقاف الدواء لمنع المزيد من تكثيف الأعراض والشكاوى. تتطلب الأعراض الفردية دائمًا تشخيصًا طبيًا ويمكن مكافحتها إلى حد ما بشكل مستقل. في حالة شديدة اضطرابات النوم, الإجراءات يجب أن يؤخذ لتحسين نوعية النوم. وتشمل هذه ارتداء سدادات الأذن وقناع النوم ، وكذلك تغيير الفراش بانتظام. بالإضافة إلى ذلك ، فإن حمية يجب أن تتكيف مع حالة بحيث يمكن النوم في المساء دون أي مشاكل. الرياضة ونمط الحياة النشط يساعدان في الحالات الشديدة إعياءومشاكل النوم والحالات المزاجية الاكتئابية. قد يكون الدواء المصاحب ضروريًا. إذا لزم الأمر ، يمكن للطبيب إشراك ممارس طبي بديل يمكنه وصف الأدوية الطبيعية المهدئات. متوازن حمية غالبًا ما تكون التمارين المنتظمة كافية لمكافحة الأعراض النمطية للمتلازمة. بعد بضعة أسابيع إلى شهور ، يجب أن تنحسر الأعراض إلى حد كبير. إذا استمرت الأعراض ، هناك حاجة إلى استشارة طبية. من الممكن أن يكون هناك أساس آخر حالة أو أن الأمراض الثانوية قد تطورت بالفعل وتتطلب علاجًا طبيًا منفصلاً